# Artagão Junior
Artagão de Mattos Leão Junior (Ponta Grossa, 20 de janeiro de 1975) é um advogado e político brasileiro filiado ao Partido Social Democrático (PSD). Foi secretário de Justiça, Cidadania e Direitos Humanos do Paraná e deputado estadual.

## Vida pessoal
É filho de Cleri Becher de Mattos Leão e do ex-presidente do Tribunal de Contas do Estado do Paraná (TCE-PR), Artagão de Mattos Leão. Casado com Daniella Gonini de Mattos Leão, com quem tem quatro filhos. É Bacharel em Direito pela Faculdade de Direito de Curitiba.
Na sua juventude foi membro do Clube de Desbravadores.

## Carreira Política
Em 2002, Artagão Júnior elegeu-se deputado estadual pela primeira vez, obtendo 45.791 votos e representando a região centro-oeste e o Vale do Ivaí. Na eleição de 2006, foi reeleito com mais de 74 mil votos.
Em 2010, disputou a terceira eleição de sua carreira política como deputado estadual, sendo o sexto mais votado do Paraná, com 74.063 votos. Ocupou a 1ª vice-presidência da ALEP no biênio 2012-2014.
Disputou a eleição para o quarto mandato em 2014, sendo o quarto candidato mais votados, com 78.594 votos.
Em março de 2016, após 20 anos na sigla, o deputado anunciou sua saída do PMDB por problemas com o diretório do partido no estado, comandado pelo grupo do senador Roberto Requião e o ingresso no Partido Socialista Brasileiro (PSB).
Em março de 2016, foi nomeado secretário de Justiça, Cidadania e Direitos Humanos do Paraná, pelo governador Beto Richa. Em seu lugar na ALEP, assumiu o primeiro suplente, Reinhold Stephanes Junior.